# Фэннинг, Эль
Мэ́ри Эль Фэ́ннинг (англ. Mary Elle Fanning; род. 9 апреля 1998, Коньерс, Джорджия) — американская актриса, младшая сестра актрисы Дакоты Фэннинг. Наиболее известные фильмы с Эль: «Вавилон», «Дежа вю», «Загадочная история Бенджамина Баттона», «Супер 8», «Малефисента», «Неоновый демон».

## Биография
Мэри Фэннинг родилась 9 апреля 1998 года в маленьком городе Коньерс, штат Джорджия. Дочь Стивена Фэннинга, бывшего бейсболиста младшей лиги, выступавшего за команду «Сент-Луис Кардиналс», работающего продавцом электроники в Лос-Анджелесе и Джой Фэннинг (в девичестве Эррингтон), бывшей профессиональной теннисистки. Её дедушка по материнской линии Рик Эррингтон — бывший квотербек команды «Филадельфия Иглз», а тётя Джилл Эррингтон — бывший репортёр ESPN. У Эль есть старшая сестра Дакота Фэннинг, тоже актриса. Имеет немецкие и ирландские корни. Фэннинг с семьёй является баптисткой. Параллельно учёбе в школе занималась балетом. После начала актёрской карьеры Мэри начала использовать своё второе имя Эль, так же как её сестра ранее сменила Ханна на Дакота.

## Карьера
Эль начала свою актёрскую карьеру в три года, играя персонажей старшей сестры Дакоты в ещё более юном возрасте в мини-сериале «Похищенные» (2002) и фильме «Я — Сэм» (2001). В 2002 в возрасте четырёх лет Эль получила свою первую независимую от сестры роль в фильме «Дежурный папа». В 2003 снялась в фильме «Дверь в полу» с Джеффом Бриджесом и Ким Бейсингер в главных ролях. Продюсеры изначально планировали задействовать для роли персонажа Эль двух идентичных близнецов из-за напряжённого графика работы, но были так впечатлены Фэннинг, что взяли только её. В конце 2003 года Эль сыграла эпизодическую роль в фильме «Благодаря Винн Дикси», а в 2004-м озвучивала персонажа Мей в диснеевской англоязычной версии мультфильма «Мой сосед Тоторо». Позже, в этом же году снималась в независимом фильме «С кем бы отведать сыра». В начале 2005-го снималась в «Паутине Шарлотты», играя «будущую внучку» Ферн Арабл, персонаж сестры Дакоты, но эти сцены были потом вырезаны. В середине того же года Эль сыграла Дебби Джонс, дочь персонажей Брэда Питта и Кейт Бланшетт в номинированном на «Оскар» фильме «Вавилон».
В начале 2006 снялась в фильмах «Девятки» и «Дежа вю» с Дензелом Вашингтоном в главной роли, а чуть позже в этом же году в мини-сериале «Потерянная комната» в роли исчезнувшей дочери главного героя. С конца 2006-го Эль Фэннинг играет более заметные роли, например, роль скорбящей дочери персонажей Хоакина Феникса и Дженнифер Коннелли в фильме «Заповедная дорога» о трагической автокатастрофе, в которой погиб брат персонажа Эль. В середине 2007 года появилась в небольшой роли в фильме «Загадочная история Бенджамина Баттона», где она сыграла персонажа Кейт Бланшетт в детстве.
В конце 2007 снялась в главной роли Фиби совместно с Фелисити Хаффман в фильме «Фиби в Стране чудес», фантастической истории о маленькой девочке, которая не может, или не хочет, следовать правилам. В марте 2008 года Эль и её сестра Дакота были приглашены на съёмки фильма «Мой ангел-хранитель», но предложение было отклонено, так как Дакота отказалась брить голову налысо, как того требовал сценарий.
В 2010 вышел фильм известного сценариста и продюсера Софии Копполы «Где-то», в котором принимает участие и Эль Фэннинг в роли 11-летней дочери главного героя в исполнении Стивена Дорффа. На 67-м Венецианском кинофестивале фильм получил главный приз — Золотого льва. В конце 2010 года начались съёмки фильма отца Софии Фрэнсиса Форда Копполы «Между», где Эль досталась роль молодого призрака по имени Ви. В 2011 году Эль получила роль Лили в фильме Кэмерона Кроу «Мы купили зоопарк». Она играет 13-летнюю девочку, которая незаконно работает в кафе зоопарка и живёт с двоюродной сестрой Келли, которую играет Скарлетт Йоханссон. Позже Эль сыграла главную роль в фильме Андрея Кончаловского «Щелкунчик и Крысиный Король», который вышел 24 ноября 2010 в США и 1 января 2011 в России.
В 2011 году вышел фантастический фильм Дж. Дж. Абрамса «Супер 8», где Эль сыграла одну из ведущих ролей — школьницы Элис Дайнард, которая с друзьями была свидетелем загадочного крушения поезда, из-за которого жизнь их города круто изменилась. В 2012 году вышел фильм-драма «Бомба» с Эль Фэннинг и Элис Энглерт в главных ролях. В 2013 году Эль снялась в футуристической драме «Молодёжь» с Николасом Холтом, а также в биографической драме «Совсем низко», основанной на мемуарах Эми Элбани, дочери легендарного джазового пианиста Джо Элбани, которая описала в книге свои отношения с отцом в период, когда ей было 11 лет.
В 2014 году вышел фэнтезийный фильм режиссёра Роберта Стромберга «Малефисента», где Эль сыграла роль принцессы Авроры. В 2015 году можно было увидеть актрису в биографической драме «Трамбо» в компании таких знаменитостей, как Брайан Крэнстон и Дайан Лейн. А в 2016-м в прокат вышли 5 картин, созданных при участии Эль: «Неоновый демон», «Как разговаривать с девушками на вечеринках», «Закон ночи» Бена Аффлека, «Женщины XX века» и «Балерина». В последнем — анимационном фильме — Эль озвучила главную героиню.
В 2017 году Эль Фэннинг сыграла одну из главных ролей в картине под названием «Роковое искушение», ремейке фильма Дона Сигела с участием Клинта Иствуда «Обманутый». В фильме также снялись Колин Фаррелл, Кирстен Данст и Уна Лоуренс. Режиссёром выступила София Коппола. Раненный солдат-северянин оказывается во время Гражданской войны в США в школе-интернате для девочек в расположении противника. Его спасают девочки-конфедератки. Воспитанницы школы заботятся о больном, но постепенно попадают под его очарование и вступают в борьбу за него, что приводит к трагическим последствиям. В том же году Эль исполнила роль Мэри Шелли в драме «Красавица для чудовища».
В 2018-м можно было увидеть Эль Фэннинг в трёх картинах: «Я думаю, теперь мы одни», где её партнёром выступил Питер Динклэйдж, «Галвестон» и музыкальной драме «За мечтой». Осенью 2019 года в прокат вышла романтическая комедия Вуди Аллена «Дождливый день в Нью-Йорке», где Фэннинг сыграла главную женскую роль в компании таких актёров и актрис, как Тимоти Шаламе, Селена Гомес, Джуд Лоу, Диего Луна и Лев Шрайбер. Тогда же актриса вновь перевоплотилась в принцессу Аврору в фэнтези «Малефисента: Владычица тьмы».
В марте 2020 года состоялась мировая премьера фильма «Неизбранные дороги» от режиссёра и сценариста Салли Поттер. Роль отца героини Эль Фэннинг в картине исполнил Хавьер Бардем. Также в съёмках приняли участие актрисы Сальма Хайек и Лора Линни. Первоначально фильм должен был называться «Молли» (имя героини Эль Фэннинг). Параллельно на экраны вышел сериал «Великая», в котором актриса сыграла заглавную роль российской императрицы Екатерины Великой.
В марте 2022 года на сервисе Hulu состоялась премьера мини-сериала «Девушка из Плейнвилля», в котором она исполнила роль Мишель Картер.

## Личная жизнь
С 2018 по 2023 год актриса встречалась с актёром Максом Мингеллой.
По данным нескольких источников, с конца 2023 года Фэннинг находится в отношениях с генеральным директором Rolling Stone Гасом Веннером. Их первое совместное появление на публике состоялось на красной дорожке премии «Золотой глобус» в январе 2024 года. Их обоих видели на нескольких мероприятиях, включая фестиваль Met Gala и частные вечеринки.

## Фильмография
| Год       |    | Русское название                            | Оригинальное название                    | Роль                             |
| --------- | -- | ------------------------------------------- | ---------------------------------------- | -------------------------------- |
| 2002      | с  | Похищенные                                  | Taken                                    | Элли Киз в три года              |
| 2003      | с  | Справедливая Эми                            | Judging Amy                              | Рошель Коббс                     |
| 2003      | ф  | Дежурный папа                               | Daddy Day Care                           | Джейми                           |
| 2003      | с  | C.S.I.: Место преступления Майами           | CSI: Miami                               | Молли Уокер                      |
| 2004      | ф  | Дверь в полу                                | The Door in the Floor                    | Рут Коул                         |
| 2004      | с  | C.S.I.: Место преступления Нью-Йорк         | CSI: NY                                  | Дженни Комо                      |
| 2005      | ф  | P.N.O.K. (англ.)                            | P.N.O.K.                                 | Ребекка Булард /короткометражный |
| 2005      | ф  | Благодаря Винн-Дикси                        | Because of Winn-Dixie                    | Суити Пай Томас                  |
| 2005      | мф | Мой сосед Тоторо                            | My Neighbor Totoro                       | Мей                              |
| 2006      | с  | Доктор Хаус                                 | House                                    | Стелла Далтон                    |
| 2006      | ф  | С кем бы отведать сыра                      | I Want Someone to Eat Cheese With        | Пенелопа                         |
| 2006      | ф  | Вавилон                                     | Babel                                    | Дебби Джонз                      |
| 2006      | ф  | Дежа вю                                     | Déjà Vu                                  | Эбби                             |
| 2006      | с  | Закон и порядок: Специальный корпус         | Law & Order: Special Victims Unit        | Иден                             |
| 2006      | с  | Потерянная комната                          | The Lost Room                            | Анна Миллер                      |
| 2007      | ф  | Девятки                                     | The Nines                                | Ноэль                            |
| 2007      | ф  | День 73 с Сарой                             | Day 73 with Sarah                        | Сара /короткометражный           |
| 2006—2007 | с  | Мыслить как преступник                      | Criminal Minds                           | Трейси Бэлл                      |
| 2007      | ф  | Запретная дорога                            | Reservation Road                         | Эмма Лернер                      |
| 2007      | с  | Грязные мокрые деньги                       | Dirty Sexy Money                         | Кики Джордж                      |
| 2008      | ф  | Фиби в Стране чудес                         | Phoebe in Wonderland                     | Фиби Личтен                      |
| 2008      | ф  | Загадочная история Бенджамина Баттона       | The Curious Case of Benjamin Button      | Дэйзи Фуллер в шесть лет         |
| 2009      | мф | Астробой                                    | Astro Boy                                | Грэйс                            |
| 2010      | ф  | Щелкунчик и Крысиный Король                 | The Nutcracker in 3D                     | Мэри                             |
| 2010      | ф  | Где-то                                      | Somewhere                                | Клео                             |
| 2011      | ф  | Супер 8                                     | Super 8                                  | Элис Дэйнард                     |
| 2011      | ф  | Между                                       | Twixt                                    | Ви                               |
| 2011      | ф  | Мы купили зоопарк                           | We Bought a Zoo                          | Лили Миска                       |
| 2011      | ф  | Вивальди                                    | Vivaldi                                  | Кристина                         |
| 2012      | ф  | Бомба                                       | Ginger & Rosa                            | Джинджер                         |
| 2014      | ф  | Молодёжь                                    | Young Ones                               | Мэри Холмс                       |
| 2014      | ф  | Малефисента                                 | Maleficent                               | Принцесса Аврора                 |
| 2014      | ф  | Совсем низко                                | Low Down                                 | Эми Олбани                       |
| 2014      | мф | Семейка монстров                            | The Boxtrolls                            | Винни Портли-Ринд                |
| 2015      | ф  | Трамбо                                      | Trumbo                                   | Никола Трамбо                    |
| 2015      | ф  | О Рэй                                       | About Ray                                | Рэй                              |
| 2016      | ф  | Неоновый демон                              | The Neon Demon                           | Джесс                            |
| 2016      | мф | Балерина                                    | Ballerina                                | Фелиси Миллинер                  |
| 2016      | ф  | Как разговаривать с девушками на вечеринках | How to Talk to Girls at Parties          | Зан                              |
| 2016      | ф  | Женщины XX века                             | 20th Century Women                       | Джули Хэмлин                     |
| 2016      | ф  | Закон ночи                                  | Live by Night                            | Лоретта Фиггис                   |
| 2017      | ф  | Сидни Холл                                  | Sidney Hall                              | Мелоди                           |
| 2017      | ф  | Роковое искушение                           | The Beguiled                             | Алисия                           |
| 2017      | ф  | Красавица для чудовища                      | Mary Shelley                             | Мэри Шелли                       |
| 2018      | ф  | Я думаю, теперь мы одни                     | I Think We’re Alone Now                  | Грейс                            |
| 2018      | ф  | Галвестон                                   | Galveston                                | Роки                             |
| 2018      | ф  | За мечтой                                   | Teen Spirit                              | Вайолет                          |
| 2019      | ф  | Дождливый день в Нью-Йорке                  | A Rainy Day in New York                  | Эшли Энрайт                      |
| 2019      | ф  | Малефисента: Владычица тьмы                 | Maleficent 2                             | Принцесса Аврора                 |
| 2020      | с  | Великая                                     | The Great                                | Екатерина II                     |
| 2020      | ф  | Неизбранные дороги                          | The Roads Not Taken                      | Молли                            |
| 2020      | ф  | Все радостные места                         | All the Bright Places                    | Вайолет Марки                    |
| 2022      | с  | Девушка из Плейнвилля                       | The Girl from Plainville                 | Мишель Картер                    |
| 2024      | ф  | Боб Дилан: Никому не известный              | A Complete Unknown                       | Сильви Руссо                     |
| 2025      | ф  | Сентиментальная ценность                    | Sentimental Value                        | Рейчел Кемп                      |
| 2025      | ки | Death Stranding 2: On the Beach             | Death Stranding 2: On the Beach          | Завтра/Лу                        |
| 2025      | ф  | Хищник: Планета смерти                      | Predator: Badlands                       | Тиа                              |
| 2025      | с  | У Марго проблемы с деньгами                 | Margo’s Got Money Troubles               | Марго Милле                      |
| 2026      | ф  | Голодные игры: Рассвет жатвы                | The Hunger Games: Sunrise on the Reaping | Эффи Тринкет                     |
|           | ф  | Соловей                                     | Nightingale                              | Изабель Россиньоль               |
|           | ф  | Обрезка розовых кустов                      | Rosebush Pruning                         |                                  |
|           | ф  | Фрэнсис и Крёстный отец                     | Francis and the Godfather                | Эли Макгроу                      |